# Peter Öqvist
Peter Öqvist, född 1976, är huvudtränare i BC Luleå. Han var tidigare tränare för Sundsvall Dragons och tog laget till SM-guld säsongen i Svenska basketligan säsongen 2008/2009.
Öqvist började som spelare i BK Gladan i Luleå, och har även spelat i Söderhamn, Umeå och Mölndal innan han blev tränare.